# 魔太郎がくる!!
『魔太郎がくる!!』（またろうがくる）は藤子不二雄の安孫子素雄（のちの藤子不二雄Ⓐ）による日本のホラー漫画作品。1972年から1975年にかけて『週刊少年チャンピオン』（秋田書店）に連載。

## 作品概要
見た目も性格もパッとしない典型的「いじめられっ子」である主人公・浦見魔太郎。毎回様々な人物からいじめを受けるが、どうしても許せない行き過ぎたいじめや悪行に対しては、自身の持つ超能力「うらみ念法」やオカルトアイテムを使って復讐を行う。ときに残虐な手段が用いられることもある。
毎回「袋」・「ロープ」などさまざまなアイテムが登場し、魔太郎はそのアイテムでいじめを受け、終盤で魔太郎がそのアイテムを使用した復讐を展開するというコンセプトで描かれている。陰湿な人間の心の側面が描かれたサスペンスフルな怪奇作品。
藤子不二雄Ⓐは本作について『自分がいじめられっ子だったこともあるのですが、いじめられっ子が実は凄く強くて、やられた相手に大逆襲するような作品なら面白いだろうと思ったのが本作の出発点です』と語っているように、全国のいじめられっ子のうっぷんを代弁し、それを豪快に晴らしていくカタルシスに満ちた作品である。

### 路線変更
基本的に一話完結。初期は「いじめ」というイメージ通り友愛学園のいじめっ子たちへの復讐劇が展開された。その後、段々と学園外の不良や曲がった精神を隠して善人ぶる優等生、学校とはあまり関係ない奇人変人などが登場し舞台が広がる。魔太郎へのいじめ対象だけでなく、彼の家族や親しい人を陥れようとする人間へも魔太郎の復讐劇が展開されるようになる。やがて魔太郎を陥れようとする謎に満ちた不気味な赤ん坊「阿部切人」とその両親の謎にフォーカスしていき、物語は徐々に路線変更していくと共に連続性を帯びていく。クライマックスに至って、魔太郎出生の真実が明かされると共に、人類存亡を賭けた壮大な善と悪の戦いが描かれ、恨みを晴らす物語からファンタジー・ホラー（ダーク・ファンタジー）へと変化していった。

## あらすじ
ひ弱な中学生、浦見魔太郎は毎回同級生や傍若無人な連中から激しいいじめなど理不尽な目に遭う。しかしオカルトの知識に長けた彼は得意の「うらみ念法」を駆使して壮絶な復讐を行う。彼は我慢の限界を超えた屈辱を受けた時、決め台詞「こ・の・う・ら・み・は・ら・さ・で・お・く・べ・き・か」（この恨み、晴らさで置くべきか―この恨みを晴らさず放置していいのか）と呟き（宣言して）行動を開始する。黒魔術によって魔王サタンと契約し、黒マントを羽織り、赤バラ模様のシャツを着て出陣し、加害者に対して壮絶な復讐を展開する。だがある日、魔太郎の自宅の直近に阿部切人という赤ん坊とその親が引っ越してきてからは、逆に切人たちから魔術を駆使した虐めを受けるようになる。魔太郎の魔術の上手を行く切人とは何者か、魔太郎自身は……？

## 原作の改編とその事情
本作は発表当初(特に初期エピソード)、魔太郎の恨みの晴らしかたの一部が過激で、ほとんどの場合自分をいじめた者を｢うらみ念法｣を使わず、現実的にも可能な手段で明確に殺害または重体・心身共に廃人にまで追い込んだ。悪人は徹底的に醜悪に描かれており、その報復手段も「いじめっ子をパワーショベルで引き裂いた上に遺体を生コンクリートで埋める」、「恐喝してきたチンピラをゴミ袋に詰めて執拗にバットで殴り、そのまま遺体をゴミに出す」、「過剰なしごきをしたコーチを水中で虎バサミに掛けた挙句に溺死させる」等々、その手口も凄惨さを極めた。
初単行本化作品（秋田書店刊）は雑誌初出とほぼ同じものが収録発売されていたが、その後の少年事件の凶悪化・深刻化などの社会情勢を考慮し、後年発刊された作品全集『藤子不二雄ランド』刊行にあたってエピソード全133話のうち大幅に描き直された話が34話、欠番扱いとなった話が25話ほど存在する（「エピソード」項参照）。修正の仕方もオチ自体が大幅に変更に変更されたものから描写・セリフを変更して明確な死亡・大怪我描写をマイルドにしたりぼやかしたりと様々である。
魔太郎の漫画の誕生秘話を描いた番外編の1話『魔太郎の生い立ち』（チャンピオン1975年46号掲載）だけは当初から単行本未収録となっているが、『日本の教育 1977』（日本の教育1977編集委員会 編、現代書館、1977年）には丸ごと収録されている。
また「あなたの恨みを買います」というお遊びレベルで考えていた雑誌企画に対し、ハガキではなく便箋で真剣に恨みを晴らしたいことを綴る投書が多かったため、漫画での表現を現実的なものから幻想的なものへ変更した。(読売新聞「時代の証言者」)
本作は度々アニメ化の企画が持ち込まれていたが、そういった事情からか作者は映像作品にすることを拒否しているという。
後年、成人した魔太郎を描いた後日談『魔太郎が翔ぶ』全2話（『ハワイに吹いたうらみ風』ならびに『香港に燃えたうらみ火』）、須麻切人（すま きりと）と名前を変えた切人を主人公にした作品『切人がきた!!』が執筆された。

## 登場人物
浦見魔太郎（うらみ またろう）
本作の主人公。友愛学園中等部に通う中学生。小柄で風采が上がらないメガネの少年。普段は温厚かつ気が弱いゆえにいじめっ子から理不尽ないじめを受け、悪人から騙されたり利用されたりする。しかし超能力「うらみ念法」の使い手で、魔王サタンと契約しており、相手を不可思議な力で心身両面を破滅に追い込み恨みを晴らす（魔力を復讐以外の目的で悪用したり、善良な他者を虐げるためには使わない。また「必殺シリーズ」「怨み屋本舗」のように、依頼を受けて他者の復讐を代行するといったことも行わない）。上記の通り現在ではカットされているが、雑誌掲載時や初期単行本では殺人や直接的に相手を傷つける行為を何度も犯している。
日蔭者ながら孤立はしておらず、彼が想いを寄せるクラスメイトの由紀子と親交があるほか、しばしば共通の趣味などで友人が出来る。しかし大抵はいじめっ子や悪い大人のせいで離別する羽目になったり、裏切られて悲惨な目に遭わされたりする。家族や由紀子に被害が及ぼうとした場合や友人・尊敬する人が破滅に追い込まれた場合などは、自分が直接いじめを受けていなくとも「うらみ晴らし」を実行する事もある（内容としては相手に対する「報い」を意識している模様）。また魔太郎に直接手を下しておらずとも、約束を破られたり信用している者の裏切りによっていじめられる羽目になった場合は、直接いじめた者より自分を裏切った者に対し優先的に「うらみ晴らし」を行う。
いじめられることを好んではいないが、自分がいじめる側に回ろうなどとは全く思っていないため、奮起したり見返そうとしたりはしない。本人も「自分はいじめられやすいタイプに生まれたんだから仕方ないので、別に悔しくはない」と語っている。現実とはすべてが真逆の"鏡の世界"に行った際には「いじめるよりいじめられてた方が落ち着く」とも語っていた。
なお必ずしも魔力を隠そうとはしておらず（無自覚の部分も多いため）、超能力者として霊能番組に、一般回答者としてクイズ番組などテレビに出演したことも幾度かある。彼の本当の素性については本人も知らず、最終回「さらば魔太郎 また会う日まで」で明らかにされた。
その正体は本物の魔族であり、とある組織によって人間の赤ん坊とすりかえられて浦見家に送り込まれ人間として育てられてきた。最終回では組織の刺客によって素性を明かされ、仲間として迎える条件に近しい者たちの抹殺を要求される。拒否したところで相手のほうが強いため逆らえないと思われたが、家族や由紀子を守るために戦うことを決意。対決するも劣勢に追い込まれたが、切人とその父親が咄嗟に助太刀したことで勝利。組織に追われることになった魔太郎は、大切な人たちを巻き込まないように一人旅立ち、周囲から姿を消した。その後を描く後日談となる短編「魔太郎が翔ぶ!!」では、少年期の陰気な雰囲気から打って変わった爽やかないで立ちの青年に成長しているが、トラブルに巻き込まれる度にバラ柄のシャツに黒いマントをまとい、うらみ念法をふるって恨みを抱いた者たちに復讐するなど、大人になっても相変わらずな様子を見せている。
波打前髪と楕円形の眼鏡が特徴。ファッションセンスが独特で、うらみ念法の発揮に必要なのかバラ模様のシャツを持っている（「夢魔の家」では配達ミスで入れ替わった、夢魔一郎のパジャマの上に着ていた）。母がチョッキを作ってくれたときはしばらくそのチョッキを着用していた。好きなものは昔の武器、怪奇に関わるもの、模型、不思議絵。芸術のセンスがありクラスメイトの似顔絵を披露したり呪いの儀式に使うためにいじめっ子そっくりの人形を作ったりしたこともある。
浦見陽太郎（うらみ ようたろう）
魔太郎の父親。名前の通り朗々な性格で魔太郎をかわいがりお土産を買ってきたりする。お人良しでひどい目に遭っても相手のせいだとは思わない。千代田区丸の内の丸井商事株式会社に勤務、営業課（2階）に所属している。同僚（押田くん）の妨害により係長職になり損ねるが、その後実力で課長職に昇進している。運転免許を有するが運転技術はペーパードライバー並み。奥山村出身。
浦見美代子（うらみ みよこ）
魔太郎の母親。優しいしっかり者でこづかいには厳しい。魔太郎が気弱かつひ弱な事はわかっているが学校で凄惨ないじめに遭っていることには気付いていないらしい。専業主婦。「残像写真」の時点で36歳。よく黒いタイトスカートを着用。
浦見次郎（うらみ じろう）
魔太郎の叔父。うらみの27番『きたない切手集めは許さない』のみ登場。2年間のアフリカ出張帰りに魔太郎の家に寄る。アフリカの切手をお土産にくれた。
浦見青三郎（うらみ せいざぶろう）
魔太郎の叔父。仕事の関係で世界各地を飛び回っており、見聞が広く、日本へ帰国した折には魔太郎の家を訪れて土産話を語ると共に珍奇な土産物をもたらす。彼が持ってきた土産のせいで魔太郎がいじめられることも多い。うらみの108番以降は「清三郎」となっている。
南由紀子（みなみ ゆきこ）
魔太郎の憧れのクラスメイト。美人で本作のマドンナ的存在である。明るくサバサバした性格でいじめとはする方もされる方も縁遠い。日陰者である魔太郎を気遣い、彼をかばうこともあるが、周囲の言い分に負け見捨ててしまうことも多い。また彼女がかばった結果、余計魔太郎がいじめられるという事態の悪化を招くこともある。しかし、魔太郎の数少ない味方であることに間違いは無いためか、魔太郎は彼女を誘導した人物のみに復讐する。いとこが数人いるが、1人を除いた全員が魔太郎の「うらみ念法」の餌食となった。学校に行くときはよく黒のブレザーを着用。由津子という2～3歳くらいの妹がいる。
阿部切人（あべ きりひと、藤子不二雄ランド版以降ではきりと）
浦見家の隣に引っ越してきた一家の子供。3歳。可愛らしく素直な幼児を装っているが、実は魔太郎に匹敵するかそれ以上の魔力を持っており、性格は陰湿で残忍。魔太郎とはお互いの秘密を共有しており、腹話術やテレパシーなどで会話をし、本性を曝け出している。魔太郎の事は気に入っている様な描写もあるが、彼もまた「いじめっ子」であり、執拗に魔太郎をいじめ、周囲には可愛い幼児を装いながら死亡に至ってもおかしくないレベルの罠に何度もはめようとする（ただし、彼の本性を知って以降は魔太郎自身も切人との対決を楽しんでいるような節を見せる）。一方で魔太郎が誘拐に遭った際には助けたり、窮地に陥った際には加勢するなど、憎めない一面もある。3歳児らしい嗜好も持ってはおり、また閉所恐怖症という弱点も持つ。由紀子の妹・由津子に好意を寄せており、顔を見ると興奮の余りおもらししてしまうほどである。両親に対しては純粋に慕っている様で、最終エピソードで親ともども正体が判明したが「大切な人たちを巻き込めない」と魔太郎が戦いに臨む際にはシンパシーを感じていた。一般的に名前の読みは「きりひと」だが、正確には「きりと」であると本人が断言している。魔太郎の友達というより腐れ縁に近い存在。
切人のパパ
切人の父親。名前は不明。ハンサムで爽やかな好人物として振る舞っているが、息子の切人同様残忍かつ他人を不幸に陥れ楽しむ性格。自業自得ではあるが、魔太郎にちょっかいを出しては逆襲され、散々な目に遭う。切人も彼に関しては普段は毛嫌いしている事を魔太郎に吐露しているが、父が魔太郎のうらみ晴らしにあった際は救いに来るなど愛憎入り混じった複雑な感情を垣間見せる。最終エピソードで切人と共に正体が判明するが、土壇場で切人と共に意外な行動に出る。息子の切人と同じく魔太郎とは腐れ縁。
阿部真理亜（あべ まりあ）
切人の母（切人と真理亜はキリストと聖母マリアのメタファ）。浦見美代子とは高校時代の同級生。夫や息子と違いまともな性格の人物だが、切人が一時期有名人になった時はそのマネージャー気取りで高慢な性格になっていた。
「怪奇や」のマスター
怪奇映画のグッズなどを取り扱う店「MONSTER SHOP 怪奇や」の店主。常に「オペラ座の怪人」のマスクをかぶっており、素顔は不明。常連客となった魔太郎と仲が良く、無料でオカルトアイテムをくれたり相談に乗ってくれたりもする魔太郎の数少ない味方の一人。魔太郎の両親や南由紀子と接触したことは一度も無い。外に出る時はサングラスをかけている。また、彼自身も戦闘に参加した事がある。
満月万太郎（まんげつ まんたろう）
「魔族」の幹部で、ニューヨークの本部に所属する。風貌は小太りに丸眼鏡の紳士だが、魔太郎をはるかに上回る強大な魔力を持つ実力者である。魔太郎の出生の秘密を知っており、魔族の存在を魔太郎に教え、魔太郎の魔力を魔族の「指令」に使わせるために両親を人質に取り脅迫する。

## エピソード
週刊少年チャンピオン掲載順。数えは「うらみの○番」で統一（初出時のものであり、各単行本によって数字は異なる）。
凡例
- 秋田 ： チャンピオンコミックス「魔太郎がくる!!」全13巻（秋田書店）
- FF ： 藤子不二雄ランド「新編集 魔太郎がくる!!」全14巻（中央公論社）
- 文庫 ： 中公文庫コミック版「魔太郎がくる!!」全8巻（中央公論社）
- 新秋田 ： チャンピオンコミックス「新装版 魔太郎がくる!!」全12巻（秋田書店）

| 話数          | サブタイトル （カッコ内は改題後）                           | 秋田 | FF | 文庫 | 新秋田 | 備考（変更点など）                                                             |
| ------------- | ----------------------------------------------------------- | ---- | -- | ---- | ------ | ------------------------------------------------------------------------------ |
| うらみの1番   | うらみはらさでおくべきか!!                                  | 1    | 1  | 1    | 1      |                                                                                |
| うらみの2番   | 鉄のキバがひきさいた夜                                      | 1    | 1  | 1    | 1      | 藤子不二雄ランド以降は終盤2ページを書き換え、結末が異なる                      |
| うらみの3番   | ゴミはふくろにしまつしよう                                  | 1    | ×  | ×    | ×      |                                                                                |
| うらみの4番   | サルが空から落ちた!!                                        | 1    | ×  | ×    | ×      |                                                                                |
| うらみの5番   | おかえしはコンクリート・パンチで!!                          | 1    | ×  | ×    | ×      |                                                                                |
| うらみの6番   | 黒メガネをかけた中学生                                      | 1    | ×  | ×    | ×      |                                                                                |
| うらみの7番   | サングラスをとればただの人!!                                | 1    | ×  | ×    | ×      |                                                                                |
| うらみの8番   | 暴走カーを暴走させた!!                                      | 1    | ×  | ×    | ×      |                                                                                |
| うらみの9番   | おぼれ方教えます                                            | 1    | ×  | ×    | ×      |                                                                                |
| うらみの10番  | マムシがマムシにかまれた!!                                  | 2    | ×  | ×    | ×      | 2011年刊行のMy First Big SPECIALで一部台詞を変更した上で再録。                 |
| うらみの11番  | ねじれた心にはねじれた顔!!                                  | 1    | 1  | 1    | 1      | 藤子不二雄ランド以降は魔太郎を狙ったハサミの仕掛けを墨汁に書き換え             |
| うらみの12番  | ニセ教師はイジメの先生だった                                | 1    | ×  | ×    | ×      |                                                                                |
| うらみの13番  | いじめるのも相手を選べ!!                                    | 1    | ×  | ×    | ×      |                                                                                |
| うらみの14番  | ネズミがネコをかむ!!                                        | 2    | 1  | 1    | 1      | 連載時は2週。コミックス収録時に後編の「ネコ一匹にネズミ百匹」と統合。          |
| うらみの15番  | バレーボールほど運動になるものはない!!                      | 2    | 1  | 1    | 1      |                                                                                |
| うらみの16番  | 天使のそばに近よるな!!                                      | 2    | 1  | 1    | 1      |                                                                                |
| うらみの17番  | よっぱらい牛は暴走する!!                                    | 2    | 1  | 1    | 1      | 藤子不二雄ランド以降は、ガードレールからの転落描写からガードレールを削除       |
| うらみの18番  | 投げ矢（ダーツ）遊びは危険だぜ!!                            | 2    | ×  | ×    | ×      |                                                                                |
| うらみの19番  | 必殺!!砕石げり!!                                            | 2    | 1  | 1    | 1      | 藤子不二雄ランド以降は、崩落したブロックから覗いていた手を削除                 |
| うらみの20番  | ひとさらいには相手をえらべ!!                                | 2    | ×  | ×    | ×      |                                                                                |
| うらみの21番  | 切られ役はやっぱり切られる!!                                | 2    | 2  | 1    | 1      |                                                                                |
| うらみの22番  | 俺の手はすばやい!!                                          | 2    | 2  | 1    | 1      |                                                                                |
| うらみの23番  | もうひとりのおれをやっつけろ!!                              | 2    | 1  | 1    | 1      |                                                                                |
| うらみの24番  | 松葉づえをさがせ!! （望遠鏡をさがせ!!）                     | 3    | 1  | 1    | 1      | 登場人物の称していた「松葉づえ」を「望遠鏡」に全面的に書き換え、タイトルも改題 |
| うらみの25番  | 自転車もブレーキが大事!!                                    | 3    | ×  | ×    | ×      |                                                                                |
| うらみの26番  | 秘密兵器も使いよう!!                                        | 3    | 2  | 1    | 2      |                                                                                |
| うらみの27番  | ぼくの同級生はスターだ!!                                    | 3    | 2  | 1    | 2      |                                                                                |
| うらみの28番  | パパのかたきは、ぼくがとる!!                                | 3    | 2  | 1    | 2      |                                                                                |
| うらみの29番  | きたない切手集めは許さない                                  | 3    | 2  | 2    | 2      | アフリカに対する差別的発言を書き換え                                           |
| うらみの30番  | ぼくの親友はガン気狂いだ!! （ぼくの親友はガンマニアだ!!）   | 3    | 2  | 2    | 2      |                                                                                |
| うらみの31番  | トランプのうらみはトランプでかえす!!                        | 3    | ×  | ×    | ×      | 2011年刊行のMy First Big SPECIALに再録。                                       |
| うらみの32番  | 悪魔のようなチビ                                            | 3    | ×  | ×    | ×      | 初出時・最初の単行本のみ切人の初登場話。                                       |
| うらみの33番  | ネジれた心の正義の味方                                      | 3    | ×  | ×    | ×      |                                                                                |
| うらみの34番  | ドラキュラ・マントはドラキュラを呼ぶ                        | 3    | 2  | 2    | 2      |                                                                                |
| うらみの35番  | 悪魔のようなチビがまたきた （悪魔のようなチビがやってきた） | 3    | 3  | 2    | 2      | 藤子不二雄ランド以降は、切人の初登場話となるように台詞を変更。                 |
| うらみの36番  | うらみ念法!鳥のろい!                                        | 4    | 3  | 2    | 3      |                                                                                |
| うらみの37番  | 空中に浮かぶ魔法の岩よ                                      | 3    | 2  | 2    | 2      | 登場人物の名前「酋長」を「モヒカン」に変更。                                   |
| うらみの38番  | 時計の歯車 ギリギリせまる!!                                 | 4    | 3  | 2    | 3      |                                                                                |
| うらみの39番  | 食いもののウラミはこわいよ!                                 | 4    | 3  | 2    | 3      |                                                                                |
| うらみの40番  | ぼくのペットは吸血コウモリ!                                 | 4    | 3  | 2    | 3      |                                                                                |
| うらみの41番  | のろいは深し悪魔の城                                        | 4    | 3  | 2    | 3      |                                                                                |
| うらみの42番  | 悪魔のチビにも弱みはある!!                                  | 4    | 3  | 2    | 3      |                                                                                |
| うらみの43番  | うらみ念法のろいゴケ                                        | 5    | 3  | 2    | 4      |                                                                                |
| うらみの44番  | ヒビわれた友情                                              | 4    | 3  | 2    | 3      |                                                                                |
| うらみの45番  | 必殺手裏剣魔球をやぶれ!!                                    | 4    | ×  | ×    | ×      |                                                                                |
| うらみの46番  | うらみはらされた魔太郎!!                                    | 4    | 3  | 2    | 4      |                                                                                |
| うらみの47番  | 猿人対オオカミ男 満月の決闘!!                               | 4    | 4  | 2    | 3      |                                                                                |
| うらみの48番  | たとえ骨でも恐竜はこわい!                                   | 4    | 4  | 3    | 3      |                                                                                |
| うらみの49番  | 人間狩りは悪い遊びだ!!                                      | 5    | ×  | ×    | ×      |                                                                                |
| うらみの50番  | 8ミリのうらみは8ミリでかえす!!                              | 4    | 4  | 3    | 3      |                                                                                |
| うらみの51番  | 無断モデルはおことわり                                      | 5    | 4  | 3    | 4      |                                                                                |
| うらみの52番  | 魔物がついた!!                                              | 7    | 4  | 3    | 6      |                                                                                |
| うらみの53番  | 悪魔のチビはスーパースター                                  | 5    | 4  | 3    | 4      |                                                                                |
| うらみの54番  | 夢魔の家                                                    | 5    | 4  | 3    | 4      |                                                                                |
| うらみの55番  | おれの予言はよく当たる!!                                    | 5    | 5  | 3    | 4      | 連載時は2週。                                                                  |
| うらみの56番  | ガラスの中の別荘                                            | 5    | 3  | 4    | 4      |                                                                                |
| うらみの57番  | 恐怖のサングラス団                                          | 5    | 4  | 3    | 4      |                                                                                |
| うらみの58番  | うらみ念法!!悪夢旅!!                                        | 5    | 5  | 3    | 4      |                                                                                |
| うらみの59番  | ゴルフの的には人間が一番!!                                  | 5    | ×  | ×    | ×      |                                                                                |
| うらみの60番  | 夏の終わり                                                  | 5    | 5  | 3    | 4      |                                                                                |
| うらみの61番  | 恐怖!!応援ダイコ                                            | 6    | 5  | 3    | 5      |                                                                                |
| うらみの62番  | 吸血少年団がくる                                            | 6    | 5  | 3    | 5      | 連載時は2週。コミックス収録時に後編の「三人のドラキュラ」と統合。              |
| うらみの63番  | ルーレットで勝負!!                                          | 6    | 5  | 3    | 5      |                                                                                |
| うらみの64番  | 「よい子の会」会長は、ホントによい子か?                     | 6    | 5  | 4    | 5      | 連載時は2週。                                                                  |
| うらみの65番  | 切人ちゃんは天使か?悪魔か?                                  | 6    | 5  | 4    | 5      |                                                                                |
| うらみの66番  | パパをだますやつはゆるさない!!                              | 6    | 6  | 4    | 5      |                                                                                |
| うらみの67番  | きれいなバラにはトゲがある!!                                | 6    | 6  | 4    | 5      | 連載時は2週。                                                                  |
| うらみの68番  | タイガー戦車軍団出撃せよ!!                                  | 6    | 6  | 4    | 5      |                                                                                |
| うらみの69番  | オリエンテーリングのすすめ!!                                | 6    | 6  | 4    | 6      | 連載時は2週。                                                                  |
| うらみの70番  | 文化祭の怪物（モンスター）                                  | 7    | 6  | 4    | 6      | 連載時は2週。                                                                  |
| うらみの71番  | 踊るキング・コブラ                                          | 13   | 6  | 4    | 12     |                                                                                |
| うらみの72番  | 悪魔のチビのパパもやはり悪魔か?                             | 7    | 7  | 4    | 6      |                                                                                |
| うらみの73番  | 悪魔のようなパパと対決!!                                    | 7    | 7  | 4    | 6      |                                                                                |
| うらみの74番  | ハゲのうらみはこわい!!                                      | 7    | ×  | ×    | ×      | 連載時は2週。                                                                  |
| うらみの75番  | 白いスキー場の黒い心                                        | 7    | 7  | 4    | 6      |                                                                                |
| うらみの76番  | 恐怖のハト時計                                              | 7    | 7  | 5    | 6      |                                                                                |
| うらみの77番  | 怪物ガキ連                                                  | 7    | 6  | 4    | 6      |                                                                                |
| うらみの78番  | 燃えよ!!魔太郎                                              | 8    | 7  | 5    | 8      |                                                                                |
| うらみの79番  | 内木一郎は本当に内気か?                                     | 7    | 7  | 5    | 7      | 連載時は2週。                                                                  |
| うらみの80番  | 念力!ガラス割り                                             | 8    | 7  | 5    | 7      |                                                                                |
| うらみの81番  | 魔教ブードーの呪い                                          | 8    | 7  | 5    | 7      |                                                                                |
| うらみの82番  | うらみ念法!!のろいバエ                                      | 9    | 7  | ×    | ×      |                                                                                |
| うらみの83番  | 子連れイヤガラセ                                            | 8    | 8  | 5    | 8      |                                                                                |
| うらみの84番  | 自転車ピラニア事件                                          | 8    | 8  | 5    | 7      |                                                                                |
| うらみの85番  | ネズミに似た男                                              | 9    | ×  | ×    | ×      |                                                                                |
| うらみの86番  | 狙い狂えば頭がとぶぜ!!                                      | 8    | ×  | ×    | ×      |                                                                                |
| うらみの87番  | 悪霊対魔太郎連合軍                                          | 8    | 8  | 5    | 7      | 連載時は2週。                                                                  |
| うらみの88番  | 暴走自動車                                                  | 8    | 8  | 5    | 7      |                                                                                |
| うらみの89番  | ウラメーション!!                                            | 8    | 8  | 5    | 7      |                                                                                |
| うらみの90番  | おどるガイコツ!!                                            | 8    | 8  | 5    | 7      |                                                                                |
| うらみの91番  | 貝がらの中の少女                                            | 9    | 8  | 5    | 8      |                                                                                |
| うらみの92番  | 奇人怪人奇々怪人                                            | 8    | ×  | ×    | ×      |                                                                                |
| うらみの93番  | ロウソクのつきる時                                          | 8    | 9  | 6    | 7      |                                                                                |
| うらみの94番  | 無田博士のビックリ・ハウス                                  | 9    | 8  | 5    | 8      | 連載時は2週。                                                                  |
| うらみの95番  | 手の花が咲いた!!                                            | 9    | 9  | 6    | 8      |                                                                                |
| うらみの96番  | 隣は何をする人ぞ……                                          | 9    | 8  | 5    | 8      |                                                                                |
| うらみの97番  | 恐怖のTシャツ!                                              | 9    | ×  | ×    | ×      |                                                                                |
| うらみの98番  | 水難の相あり!!                                              | 9    | 10 | 6    | 8      |                                                                                |
| うらみの99番  | 魔太郎ひとり旅(1)(2) （魔太郎ひとり旅 その1 毒蛾）          | 9    | 9  | 6    | 8      | 連載時は2週。                                                                  |
| うらみの99番  | 魔太郎ひとり旅(3)(4) （魔太郎ひとり旅 その2 ハク製の家）    | 9    | 9  | 6    | 8      | 連載時は2週。                                                                  |
| うらみの99番  | 魔太郎ひとり旅(5) （魔太郎ひとり旅 その3 船の旅）           | ×    | 9  | 6    | ×      |                                                                                |
| うらみの99番  | 魔太郎ひとり旅(6)(7)(8)(9) （魔太郎ひとり旅 その4 黒魔城）  | 10   | 9  | 6    | 9      | 連載時は4週。                                                                  |
| うらみの100番 | 友情の押し売りはありがた迷惑!!                              | 10   | 10 | 6    | 9      |                                                                                |
| うらみの101番 | 辛見がカラム!!                                              | 10   | 10 | 6    | 9      |                                                                                |
| うらみの102番 | ボクはごちそうじゃない                                      | 10   | 10 | 6    | 9      | 連載時は2週。                                                                  |
| うらみの103番 | アタリ屋に当てろ!!                                          | 10   | 10 | 6    | 9      |                                                                                |
| うらみの104番 | うらみのKOパンチ                                            | 10   | 10 | 6    | 9      |                                                                                |
| うらみの105番 | 吸血鬼の子孫はやっぱり吸血鬼                                | 13   | 10 | 6    | 12     |                                                                                |
| うらみの106番 | くるくるもどるブーメラン                                    | 10   | 10 | 6    | 9      |                                                                                |
| うらみの107番 | 大小学生                                                    | 10   | 10 | 7    | 9      |                                                                                |
| うらみの108番 | 下宿人                                                      | ×    | 10 | 7    | ×      |                                                                                |
| うらみの109番 | 食べ物がなくなる!?                                          | ×    | 11 | 7    | ×      |                                                                                |
| うらみの110番 | 本性を写すカメラ!?                                          | 13   | 11 | 7    | 12     |                                                                                |
| うらみの111番 | 黒い雪と共に                                                | 11   | 11 | 7    | 10     |                                                                                |
| うらみの112番 | 幸福行きのキップ                                            | 10   | 11 | 7    | 10     | 連載時は2週。                                                                  |
| うらみの113番 | ガイコツのケーキ                                            | 13   | 11 | 7    | 12     |                                                                                |
| うらみの114番 | クイズ!!イエスか?ノーか?                                    | 11   | 11 | 7    | 11     | 連載時は3週。                                                                  |
| うらみの115番 | フランケンシュタインを愛する男                              | 11   | 11 | 7    | 10     | 連載時は2週。                                                                  |
| うらみの116番 | 通り魔                                                      | 11   | 12 | 7    | 10     |                                                                                |
| うらみの117番 | パイ投げ仕掛人参上!                                         | 11   | 12 | 7    | 10     | 連載時は2週。                                                                  |
| うらみの118番 | アリスの鏡 （鏡の中へ）                                     | 11   | 12 | 7    | 10     | 連載時は2週。                                                                  |
| うらみの119番 | 不気味な侵略者                                              | 11   | 12 | 7    | 10     | 連載時は2週。                                                                  |
| うらみの120番 | 犬の飼い方教えます                                          | 13   | 12 | 8    | 12     | 連載時は2週。                                                                  |
| うらみの121番 | 不幸の手紙などこわくない!!                                  | 12   | ×  | ×    | ×      | 2011年刊行のMy First Big SPECIALに再録。                                       |
| うらみの122番 | 手を売る男                                                  | 12   | 13 | 8    | 11     |                                                                                |
| うらみの123番 | 筋肉男                                                      | 12   | 12 | 8    | 11     | 連載時は2週。                                                                  |
| うらみの124番 | 恐怖の同窓会                                                | 12   | ×  | ×    | ×      | 連載時は2週。                                                                  |
| うらみの125番 | ペンフレンド                                                | 12   | 13 | 8    | 11     | 連載時は2週。                                                                  |
| うらみの126番 | 残像写真                                                    | 12   | 13 | 8    | 11     | 連載時は2週。                                                                  |
| うらみの127番 | 蚊男（モスキートマン）                                      | 12   | 13 | 8    | 11     | 連載時は2週。                                                                  |
| うらみの128番 | 人食いザメ                                                  | 13   | 13 | 8    | 12     | 連載時は2週。                                                                  |
| うらみの129番 | 人形の家                                                    | 13   | 14 | 8    | 12     | 連載時は2週。                                                                  |
| うらみの130番 | ドリアン・グレイの肖像                                      | 13   | 14 | 8    | 12     | 連載時は2週。                                                                  |
| うらみの131番 | 赤ヘル対ジャイアンツ帽                                      | ×    | 14 | 8    | ×      |                                                                                |
| うらみの132番 | 魔太郎の生い立ち                                            | ×    | ×  | ×    | ×      |                                                                                |
| うらみの133番 | 魔太郎が去る!!                                              | 13   | 14 | 8    | 12     | 連載時は2週。                                                                  |

## 単行本
- チャンピオンコミックス「魔太郎がくる!!」全13巻、秋田書店、1973年-1975年
- 藤子不二雄ランド「新編集 魔太郎がくる!!」全14巻、中央公論社、1987年-1988年
- 中公文庫コミック版「魔太郎がくる!!」全8巻、中央公論社、1997年
- チャンピオンコミックス「新装版 魔太郎がくる!!」全12巻、秋田書店、1999年-2000年
- アイランドコミックスPRIMO「魔太郎がくる!!」全12巻、嶋中書店、2002年
- 藤子不二雄Ⓐランド「新編集 魔太郎がくる!!」全14巻、ブッキング、2004年-2005年
- 秋田トップコミックスW「魔太郎がくる!!」全5巻、秋田書店、2008年
- My First Big SPECIAL「魔太郎がくる!!」全5巻、小学館、2011年
- 新編集 魔太郎がくる!! 全14巻  復刊ドットコム